# Souhail Alouini
Souhail Alouini, né le 27 novembre 1956 à Tunis, est un chirurgien pédiatre et homme politique tunisien.

## Biographie

### Études et carrière professionnelle
Il est titulaire d'un baccalauréat scientifique du collège Jean XXIII de Bruxelles en 1976 et d'un doctorat en médecine de l'université libre de Bruxelles en 1982.
Il devient ensuite chef de service de chirurgie pédiatrique à l'hôpital militaire Zayed entre 1997 et 2011 puis chirurgien pédiatre au Centre médical Ibn-Sina depuis 2011, tous deux situés à Abou Dabi.
En 2020, pendant la pandémie de Covid-19 en Tunisie, il rejoint la commission nationale de lutte contre le virus SARS-CoV-2.

### Carrière politique
Secrétaire général de l'Union patriotique libre, il démissionne en 2013 pour rejoindre Nidaa Tounes. 
Candidat lors des élections législatives de 2014 sous les couleurs de Nidaa Tounes, il est élu député à l'Assemblée des représentants du peuple dans la circonscription de Kairouan. Pendant son mandat de député, il préside la commission parlementaire de la santé et des affaires sociales et participe également, en 2019, à la création du forum parlementaire régional pour la Méditerranée orientale sur la couverture sanitaire globale, dont il est le président pendant la période constitutive.
Membre du groupe parlementaire de Nidaa Tounes, il rejoint les rangs du bloc Al Horra du mouvement Machrouu Tounes en janvier 2016 puis la Coalition nationale en octobre 2018, après avoir dénoncé la gouvernance de Machrouu Tounes.

### Engagement associatif

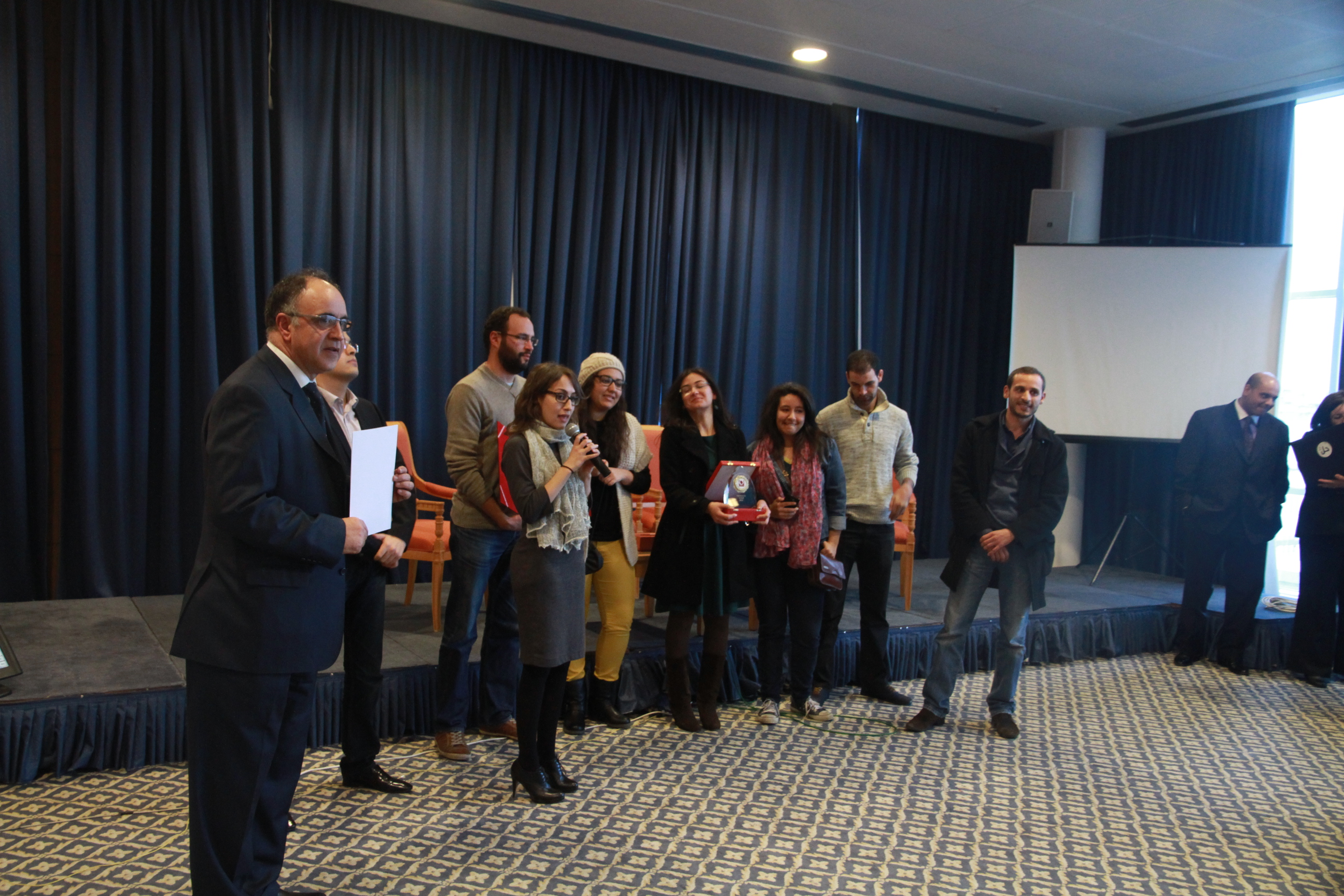
Souhail Alouini lors de la cérémonie des OpenGovTn Awards 2012.

Souhail Alouini, partisan de la transparence et de l'OpenGov, dépose en 2012 une plainte contre l'Assemblée nationale constituante auprès du Tribunal administratif pour exiger la publication des détails des votes des élus, des registres de présence, ainsi que de tous les procès verbaux, rapports et travaux réalisés à partir du 23 octobre 2011.
Il est d'ailleurs un membre actif au sein du groupe OpenGovTN depuis 2011 et a participé activement à l'organisation des OpenGovTn Awards.